# TT157
La tombe thébaine TT 157 est située à Dra Abou el-Naga, dans la nécropole thébaine, sur la rive ouest du Nil, face à Louxor en Égypte.
C'est la sépulture de Nebouenenef (Nb-wnn.f), grand prêtre d'Amon, datant du règne de Ramsès II (XIXe dynastie).